# 玉米澱粉

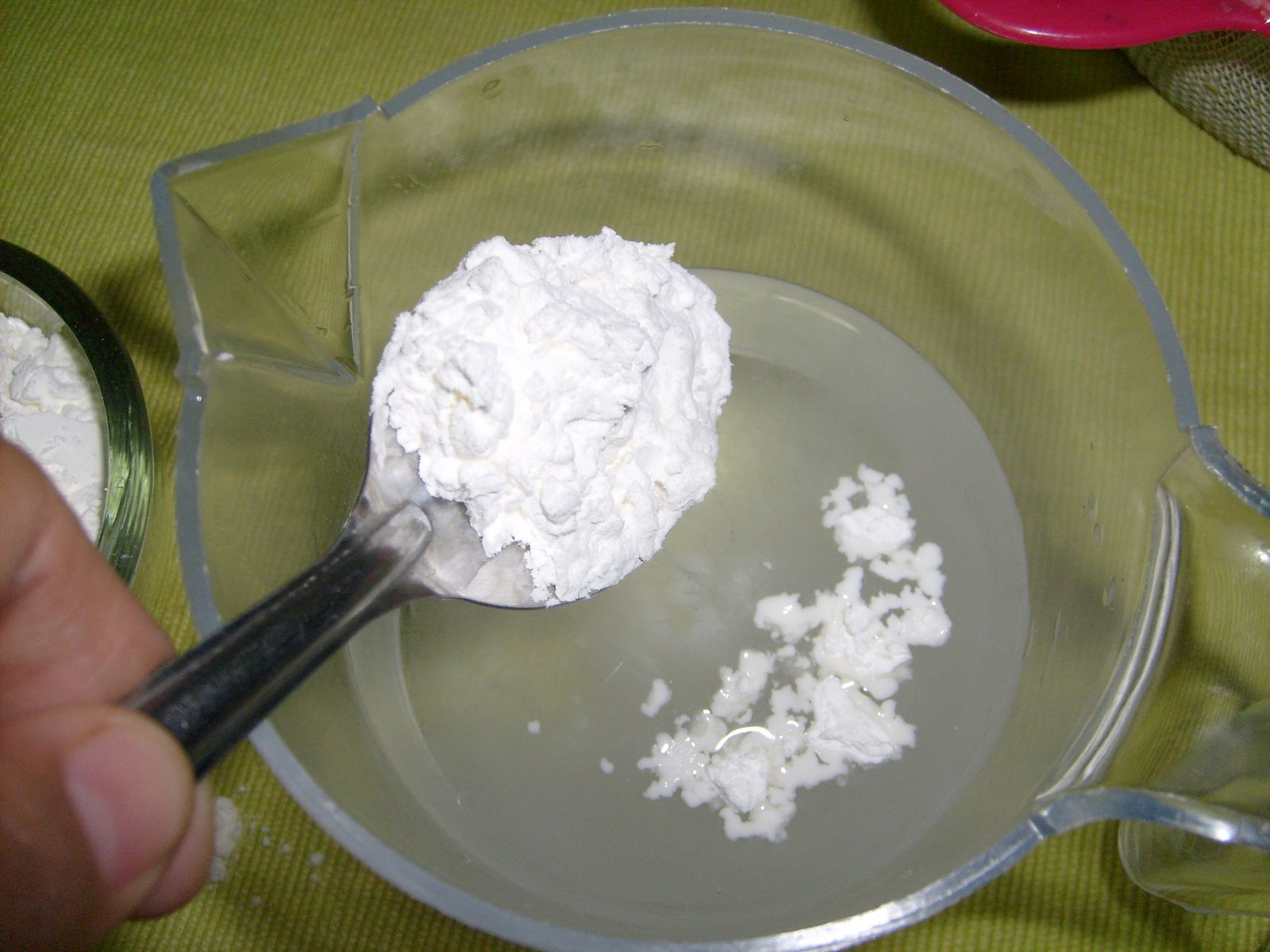
将玉米淀粉与水混合，以制成 rat na 酱。

（俗稱玉米粉），用玉米製成的澱粉，呈白色粉末。

## 用途
- 玉米澱粉與水或牛奶混合後有獨特的外觀和質感，常用來摻在白糖粉作爲抗粘結劑。

- 玉米澱粉常用作布丁等食品的凝固劑。市面一般的現成布丁預拌材料（pudding mixes）都含有玉米澱粉。利用雙層蒸鍋（double boiler），以牛奶、砂糖、玉米粉和增香剂等配料就可輕易製作出簡單的玉米粉布丁。

- 玉米澱粉也在和法國菜裏用作增稠劑。

- 玉米澱粉在製造環保製品中也有多種用途。例如，2004年日本的先鋒公司發表了一種用玉米澱粉製成的藍光光碟，可自然分解。

## 特性
玉米澱粉加水有種特性：受快速撞擊會變硬，受慢速撞擊反而不會。將玉米澱粉和水以約3:2之体积比混合攪拌均勻，視情形增減水量，這種名为歐不烈（oobleck）的剪切增稠流体，是一種非牛頓流體。

### 示範方法
1. 倒出約5mL此製成品置於於手掌，雙手搓揉即可將原先液態之製程品搓成丸子狀之固態小球，停止搓揉後約半秒後該小球將迅速「融化」而回到液態，可重複搓揉動作演示此種特殊性質。
2. 將約50~100mL之製成品放於免洗紙杯內，使用免洗紙杯或塑膠杯是為了輕量化方便操作，先輕輕傾斜紙杯給參與者觀看紙杯內部液態的製成品，接著快速將紙杯內製成品對觀眾作潑灑動作，此時因為非牛頓流體產生力量對抗快速之剪應變化，因此杯中之製成品並不會潑出，這種現象可以令參與者印象深刻。
3. 將約50~100mL之製成品放於免洗紙杯內，先輕輕傾斜紙杯給參與者觀看紙杯內部液態的製成品，然後顛倒免洗杯但快速上下搖晃行走一段距離後將杯子回正，此時因為非牛頓流體產生力量對抗快速之剪應變化，因此杯中之製成品並不會潑出。
4. 將數公升之製成品放於大型淺盆內，參與者可以快速跑過淺盆中的製成品而不下沉，若行走速度較慢則會下陷於製成品中。
5. 將50~100mL之製成品放於朝上之音響喇叭震動膜上，開啟一定音量之低頻聲波振動及可觀察製程品的扭曲成型變化。

## 名稱
在英國、澳大利亞及很多英聯邦國家稱爲「玉米麵粉」（cornflour）。在美國普遍稱為「玉米澱粉」（corn starch），與整顆玉米磨製而成的「玉米麵粉」（corn meal）不同。
在港澳地區又稱爲「粟粉」、「鷹粟粉」。“鷹粟粉”的由來是「鷹牌（KINGSFORD'S）」商標粟粉在該地區甚為暢銷之故；該產品現冠以「家樂牌」之名發售，屬聯合利華旗下。

## 各類食用澱粉
| 原料         | 名稱                           | 用途、備註                                 |
| ------------ | ------------------------------ | ------------------------------------------ |
| 小麥         | 麵粉、澄粉（無筋麵粉）         | 適合西點麵食製作。                         |
| 馬鈴薯       | 太白粉、生粉                   | 適合勾芡和醃食物，湯汁放涼後會還水變稀。   |
| 玉米         | 玉米澱粉、玉米麵粉、粟粉、生粉 | 適合西點製作、勾芡，湯汁放涼後依然濃稠。   |
| 番薯         | 地瓜粉、蕃薯粉                 | 顆粒較為粗糙，適合油炸。                   |
| 木薯         | 樹薯粉、木薯粉（太白粉）       | 泰國木薯粉有時被當成地瓜粉或太白粉。       |
| 蓮藕         | 蓮藕粉                         | 製作藕粉羹、蒸藕粉。                       |
| 其他食用粉類 |                                |                                            |
| 稻米         | 糯米粉、在來米粉               | 製作湯圓、年糕                             |
| 紅藻         | 洋菜粉                         | 製作果凍。非單純由葡萄糖聚合而成之澱粉類。 |
| 海藻類       | 果凍粉                         | 製作果凍。非單純由葡萄糖聚合而成之澱粉類。 |
| 蒟蒻         | 蒟蒻粉                         | 製作蒟蒻。非單純由葡萄糖聚合而成之澱粉類。 |

## 文內注釋
1. ↑   (PDF).   [2012-10-02]. （原始内容存档 (PDF)于2016-03-04） （中文（繁體））.
2. ↑  .   [2011-10-22]. （原始内容存档于2011-10-08）.
3. ↑  地瓜粉、樹薯粉、太白粉 傻傻分不清？ | 料理小知識 | | udn閱讀藝文
4. ↑  地瓜粉、太白粉、玉米粉、洋菜粉、果凍粉、蒟酪粉有什麼不同? @ 我的自由天地 :: 痞客邦 PIXNET ::[來源可靠？]

## 外部連結
- 短片：玉米澱粉和水混合後的不尋常的形態。 （页面存档备份，存于）